# Disney's Magical Quest 3 Starring Mickey & Donald
Disney's Magical Quest 3 starring Mickey and Donald, conocido en Japón como Mickey to Donald Magical Adventure 3 (ミッキーとドナルド マジカルアドベンチャー3 Mikkī to Donarudo Majikaru Adobenchā 3?) es un videojuego de plataformas y acción de Disney publicado en 1995 para la Super Nintendo, solamente en Japón. Fue reeditado en 2004 para la Game Boy Advance. Es el tercer y último episodio de la saga Disney's Magical Quest. El juego fue desarrollado y publicado por Capcom.

## Historia
Mientras se esconden en el ático de su tío Donald, Juanito, Jorgito y Jaimito descubren un viejo libro. El libro, que resulta ser mágico, los transporta a la tierra del Libro de cuentos (Storybook land), donde son capturados por Baron Pete, quien planea apoderarse del mundo real. Mickey y Donald se enteran de lo ocurrido a través del hada del Libro de cuentos deciden ir a rescatar a los sobrinos de Donald y detener al malvado Pete una vez más.

## Jugabilidad
El jugador puede manejar a Mickey o a Donald, cambiándolos de ropa según las circunstancias.